# Língua zema
Zema ou Apolo (em zema: nzema ou nzima) é o idioma dos zemas e uma das línguas nigero-congolesas faladas no Gana e Costa do Marfim. É falada por 412 000 indivíduos e é grafada com alfabeto latino.